# Gogolfest
GOGOLFEST (in ucraino Гогольфест?) è un festival internazionale di musica, teatro, letteratura, arti visuali e cinema contemporanei che si svolge ogni anno a Kiev, in Ucraina. È dedicato allo scrittore Mykola Gogol e, in genere, si svolge nel mese di settembre.

## Le origini
La prima edizione del GOGOLFEST è stata organizzata nel 2007 su iniziativa privata di Vladislav Vasylenko, direttore e produttore del DAKh Center for Contemporary Art. Il co-fondatore del festival, nonché presidente del suo Consiglio di Amministrazione, è Evgeni Utkin, un importante imprenditore nel campo dell'information technology.

## Caratteristiche del festival
Il festival da' spazio a spettacoli teatrali, film, concerti, letteratura e arti visive: gli spettacoli audiovisivi sono molto comuni, come anche le collaborazioni con il mondo della scienza (ad esempio, un gruppo di ingegneri del Lithuania’s Cyland Laboratory ha preso parte ad alcune esibizioni).
Il Gogolfest spesso si focalizza sui cortometraggi, anche se hanno trovato spazio al festival anche dei lungometraggi. Le pellicole proiettate sono spesso sperimentali e dal taglio internazionale. Anche agli spettacoli teatrali è dato grande risalto: Troitskiy, in un'intervista, ha affermato che il Gogolfest ha come obiettivo quello di creare un nuovo teatro ucraino, distinto da quello russo. Nonostante questa impostazione il festival è da sempre aperto alla produzione teatrale russa, italiana, spagnola, svizzera e ungherese.
Il festival include frequentemente delle letture di testi di autori contemporanei. Ad esempio, nel 2013, si è tenuta una serie di reading di opere pubblicate dalla casa editrice “Dukh I Litera”, che traduce autori internazionali quali Paul Riceour, Hanna Arendt, Michel de Montaigne, Blaise Pascal, Sergey Averintsev, Charles Taylor, Reinhart Koselleck, Elie Wiesel.
Infine il Gogolfest ha una lunga tradizione anche in tema di arti visive, tra cui anche l'arte di strada, come nel caso del murales realizzato appositamente per il festival dal duo di writer Roti e Kislow.

## Strutture ospitanti
Il festival si svolge in luoghi non pensati appositamente per l'arte. Prima del 2010, gran parte degli eventi si svolgevano all'Arsenale Mystec'kyj di Kiev, un arsenale ristrutturato del XVIII° secolo.
Nel 2010 il festival si è invece svolto nei Dovzhenko Film Studios, così chiamati in onore del regista Oleksander Dovzhenko, e nel 2012 e 2013 si è poi spostato presso la Telichka Industrial Area: questa è una zona industriale in stato di abbandono nel centro di Kiev, lungo il fiume Dnipro.